# Jan Cina

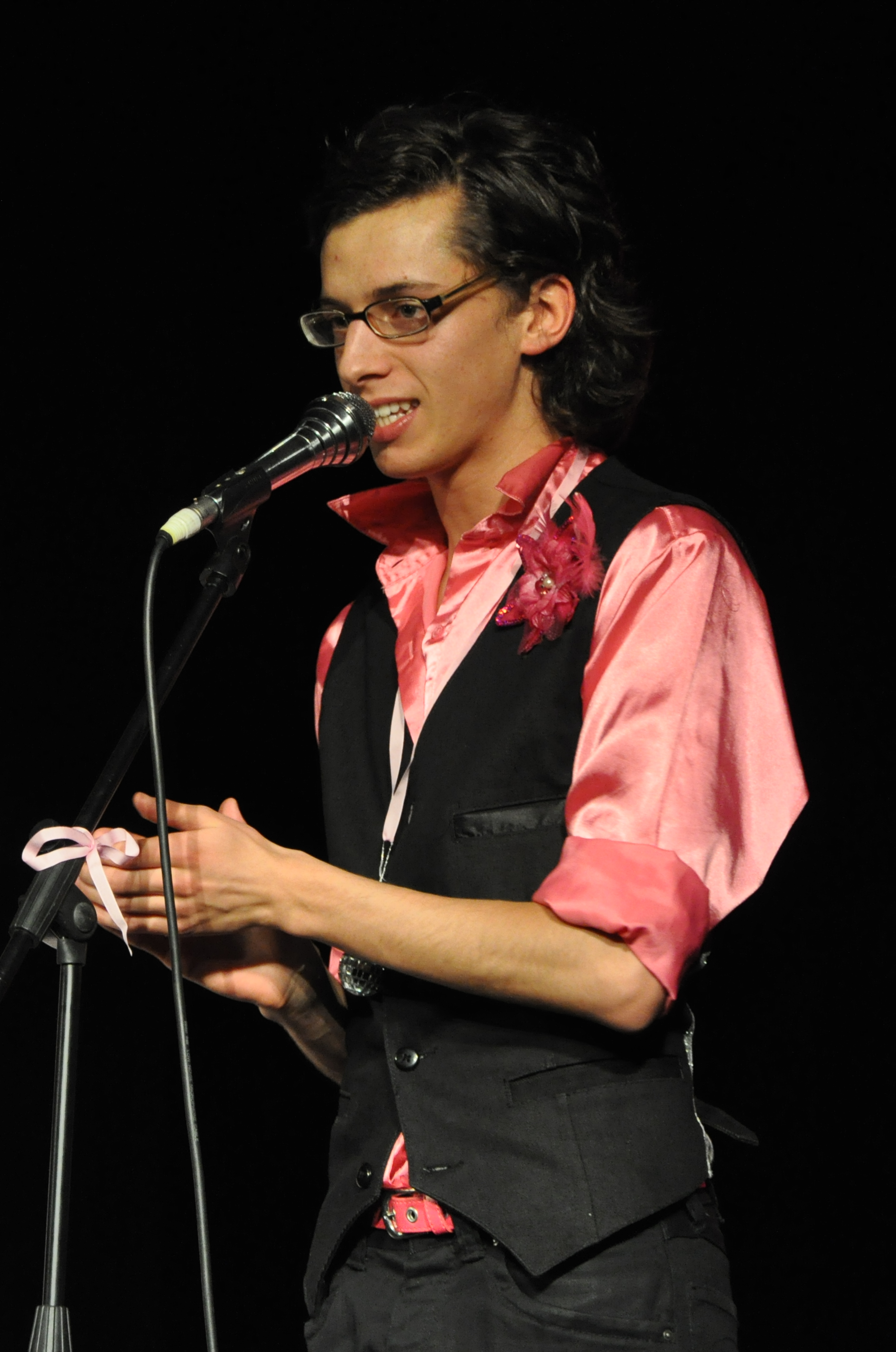
Jan Cina (2009)

Jan Cina (* 20. März 1988 in Prag) ist ein tschechischer Schauspieler, Synchronsprecher und Sänger.

## Leben
Er absolvierte das Prager Konservatorium und studierte alternatives Drama und Marionettendrama an DAMU. Er spielte im Theater, aber vor allem wurde bekannt als Schauspieler von TV-Serien Pustina und Svět pod hlavou.
Jan Cina ist auch ein Sänger und synchronisiert Filme.

## Persönliches
Er ist schwul und lebt mit Schauspieler Petr Vančura zusammen. Er ist väterlicherseits romischer Herkunft.

## Filmografie
Jan Cina spielte verschiedene Rollen in folgenden Filmen:
Filme
- 2002: Rotzbengel (Smradi)
- 2014: Místa
- 2018: Die Teufelsfeder (Čertí brko)
- 2019: Nationalstraße (Národní trída)
- 2022: Buko

Fernsehfilme
- 2002: Černý slzy
- 2002: Entführung nach Hause (Únos domů)
- 2007: O dívce, která šlápla na chléb
- 2008: Kouzla králů
- 2016: Slíbená princezna
- 2018: Hotel Hvezdár
- 2021: Malý princ

Serien
- 2008: Soukromé pasti, Episode „Exmanželkou snadno a rychle“
- 2009: První krok
- Ordinace v růžové zahradě, Ordinace v růžové zahradě 2
- 2010: Ach, ty vraždy!
- 2011: O mé rodině a jiných mrtvolách
- 2011: Terapie
- 2016: Wasteland – Verlorenes Land (Pustina)
- 2016: Semestr
- 2016: Já, Mattoni
- 2017: Svět pod hlavou
- 2018: Mord im Böhmerwald (Lynč)
- 2018–2019: Most! (8 Folgen)
- 2020: Herec (3 Folgen)
- 2024: We're on it, Comrades! To se vysvetlí, soudruzi! (3 Folgen)

## Synchronrollen
- 2021: Mlsné medvedí príbehy

## Musik-Video
- 2018: Thom Artway: Tu kytaru jsem koupil kvuli tobe
- 2018: Václav Noid Bárta: Kdo vchází do tvých snu
- 2018: Debbi: Láska má
- 2023: Barbora Poláková feat. Jan Cina, Marek Adamczyk: DESE